# Jean-Baptiste Vallin de La Mothe
Jean-Baptiste-Michel Vallin de La Mothe (* 1729 in Angoulême; † 7. Mai 1800 ebenda) war ein französischer Architekt des Klassizismus mit Arbeitsschwerpunkt in St. Petersburg.

## Leben
Vallin studierte bei seinem Vetter Jacques-François Blondel in Paris. Dank der Unterstützung seines Vetters wurde er 1750 in die Académie de France à Rome aufgenommen. Dort kam er in Kontakt mit Charles-Louis Clérisseau, Julien-David Le Roy, Gabriel François Doyen, Louis Jean François Lagrenée, Jean-Jacques Caffieri und Augustin Pajou und begeisterte sich für Andrea Palladio und Vincenzo Scamozzi. Er zeichnete die Fassade des Gebäudes, in dem Giovanni Battista Piranesi sein Atelier hatte.
1752 kehrte Vallin nach Paris zurück und arbeitete bei seinem Onkel Jean-François Blondel, der viel in Paris, Rouen und Genf baute. Für einen Wettbewerb entwickelte Vallin ein Projekt für den Platz Ludwigs XV., das er 1754 im Mercure de France veröffentlichte. 1755 stellte er Henry Herbert, 10th Earl of Pembroke, den Plan für eine Reithalle für Wilton House vor, die dann ein unbekannter englischer Architekt baute.
Nach dem Tod seines Onkels 1756 war Vallin arbeitslos. Sein Vetter Jacques-François Blondel erhielt 1757 von den russischen Behörden den Auftrag für die Planung des Gebäudes der 1751 von Graf Iwan Schuwalow gegründeten St. Petersburger Akademie der Schönen Künste. 1759 erhielt Vallin vom russischen Botschafter Michail Bestuschew-Rjumin auf Empfehlung seines Vetters Blondel die Einladung, als Lehrer der Architektur an die  St. Petersburger Akademie der Schönen Künste zu kommen. Er folgte der Einladung und ging nach St. Petersburg. 1761–1767 baute er insbesondere das Warenhaus Gostiny Dwor (zusammen mit Bartolomeo Francesco Rastrelli) und die römisch-katholische St. Katharina-Kirche am Newski-Prospekt (von Antonio Rinaldi fertiggestellt) sowie die Kleine Eremitage an der Newa, das Nowaja Gollandija-Tor an der Moika und für Graf Iwan Tschernyschow eine schlossähnliche Datsche an der Straße nach Peterhof.
1763 begann Vallin die Planung für die neue Akademie der Schönen Künste auf der Wassiljewski-Insel, wobei er Elemente der Planung seines Vetters aufnahm. 1765 begann der Bau unter der Leitung Alexander Kokorinows. Finanzielle Probleme führten zu einer Unterbrechung der Arbeiten (1768–1776), so dass die Bauarbeiten erst 1781 abgeschlossen wurden und die Akademie 1794 eröffnet wurde.
1775 kehrte Vallin aufgrund seiner schwachen Gesundheit nach Frankreich zurück. 1782 baute er in Angoulême ein klassizistisches Hôtel particulier für Thomas de Bardines.

## Werke

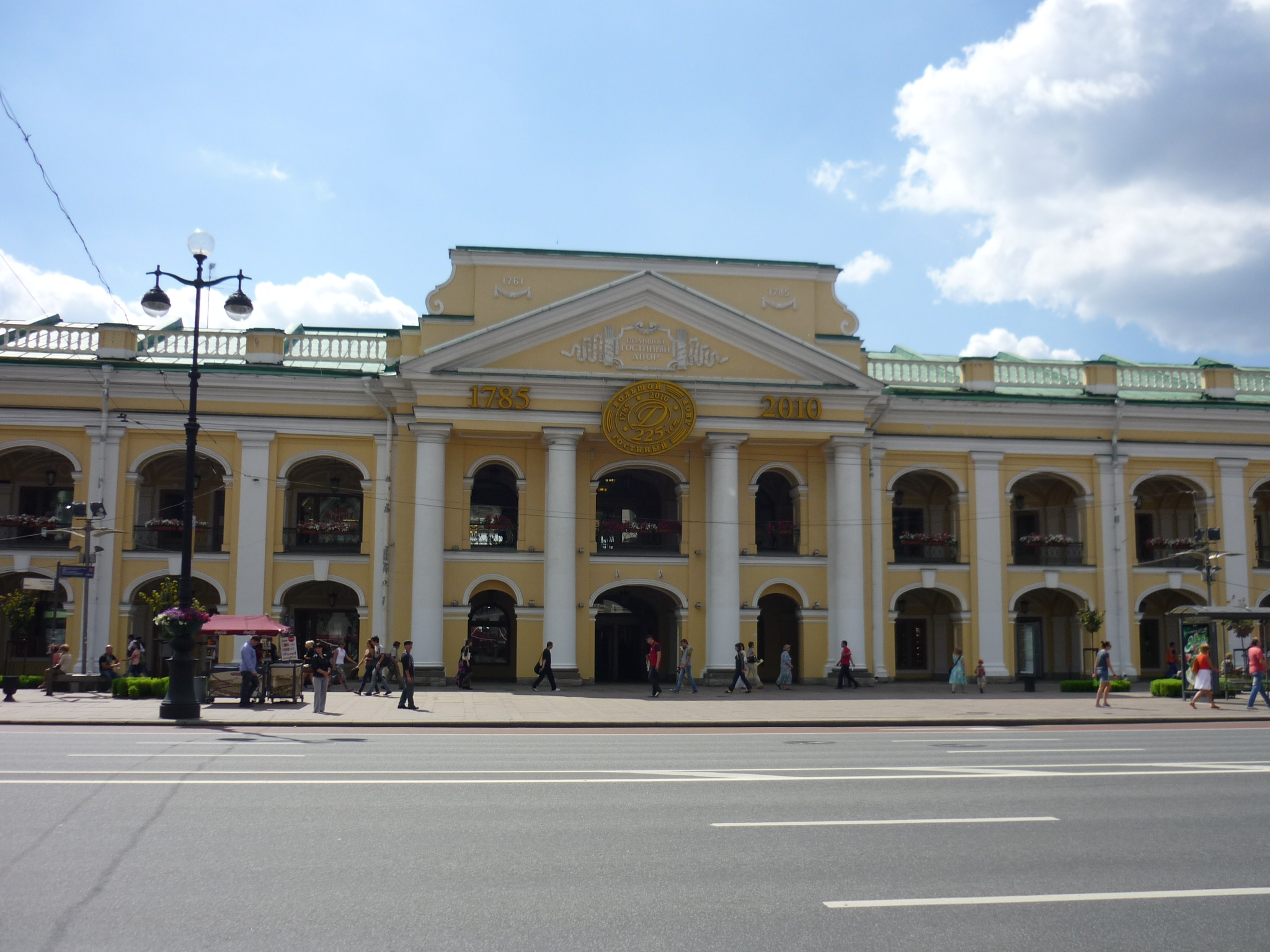
Gostiny Dwor, St. Petersburg
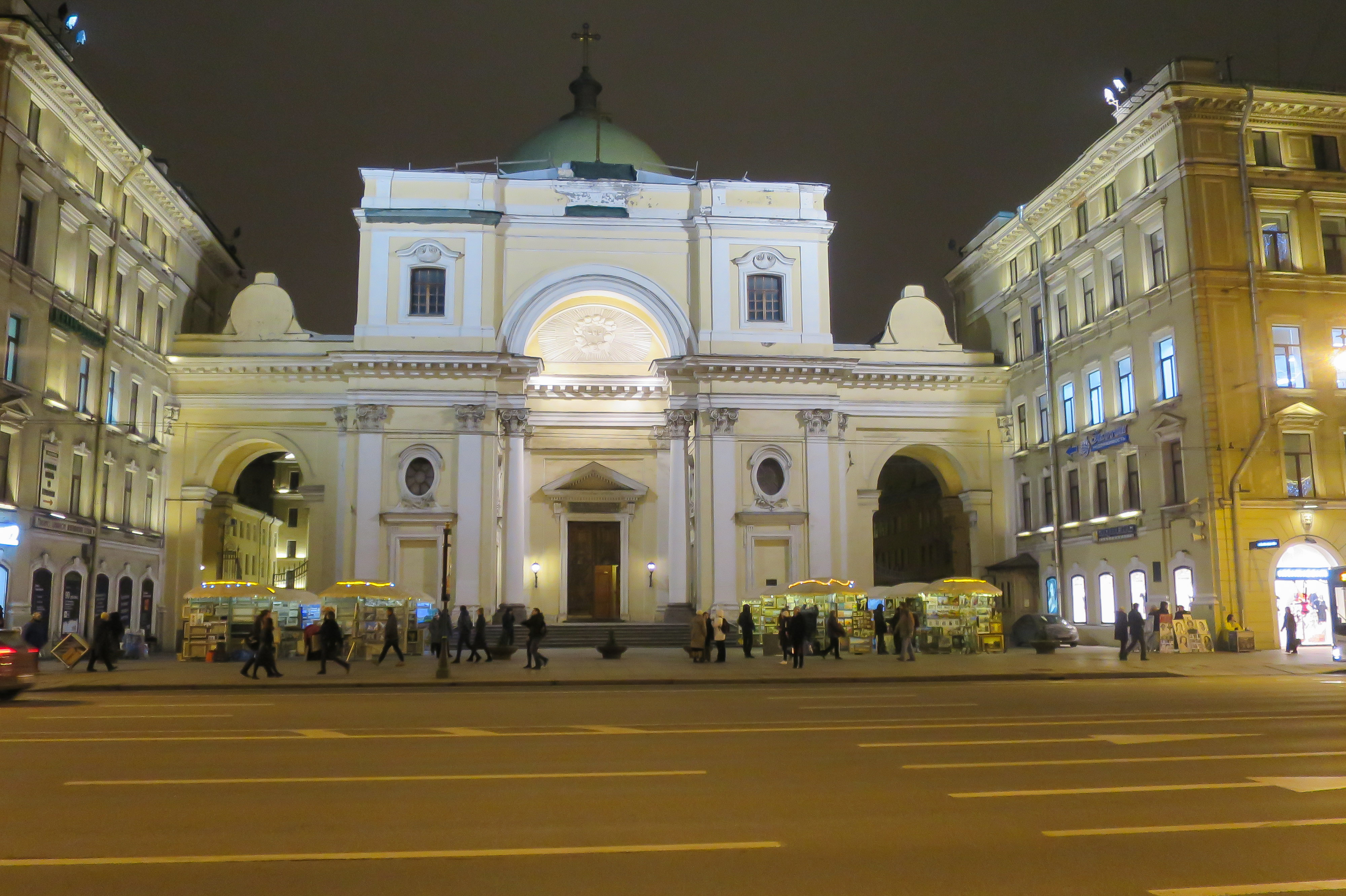
St. Katharina-Kirche, St. Petersburg
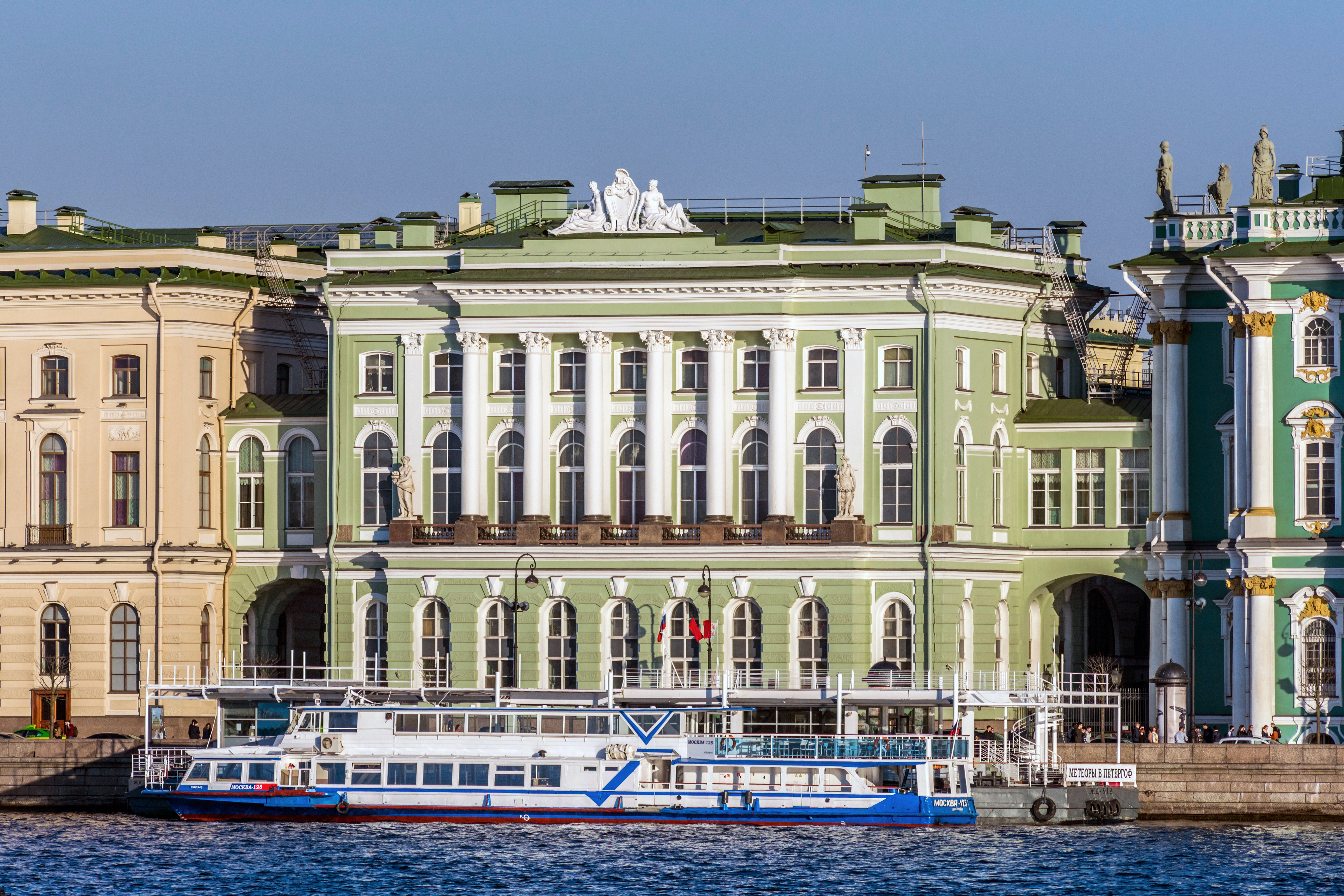
Kleine Eremitage, St. Petersburg
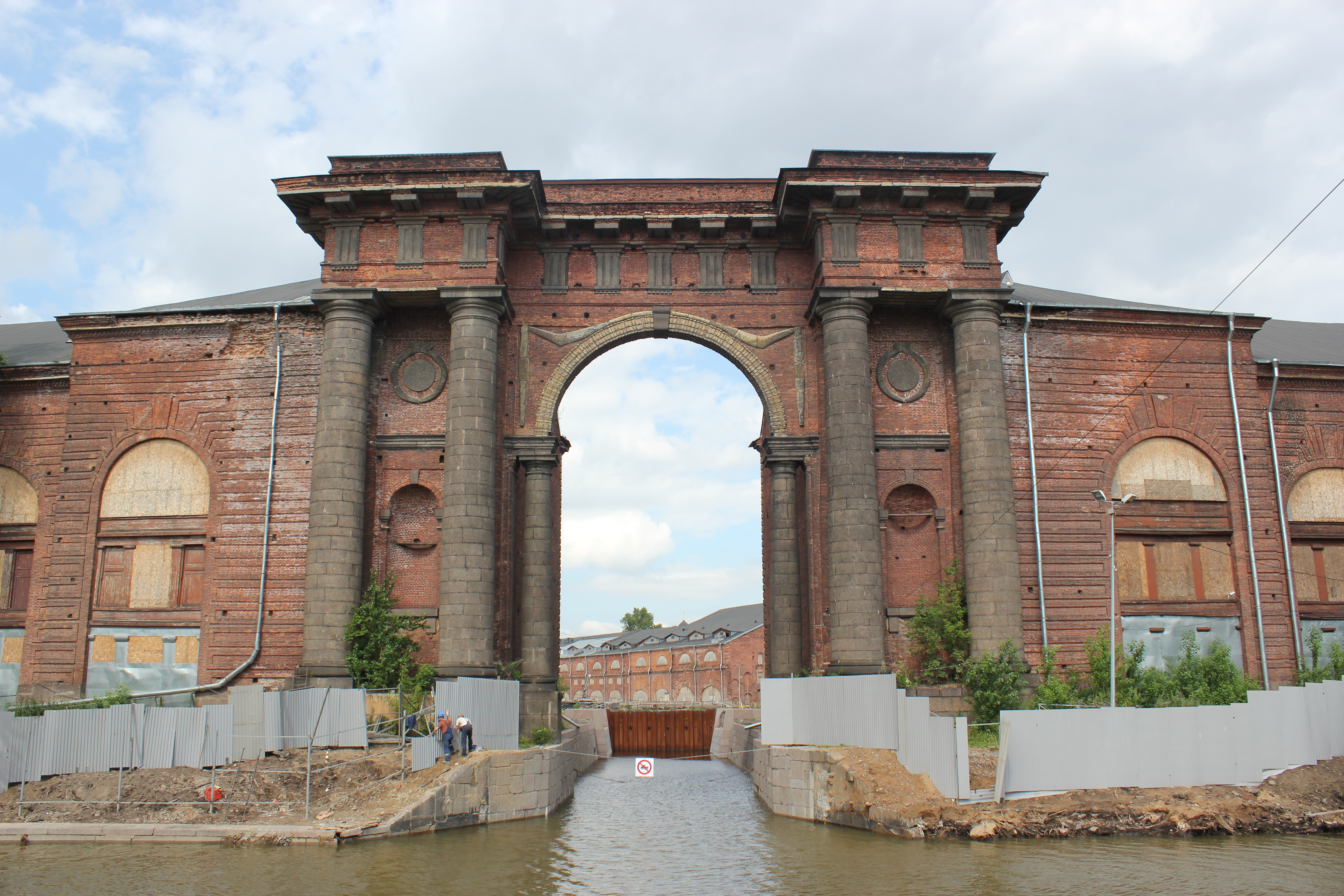
Nowaja Gollandija-Tor, St. Petersburg
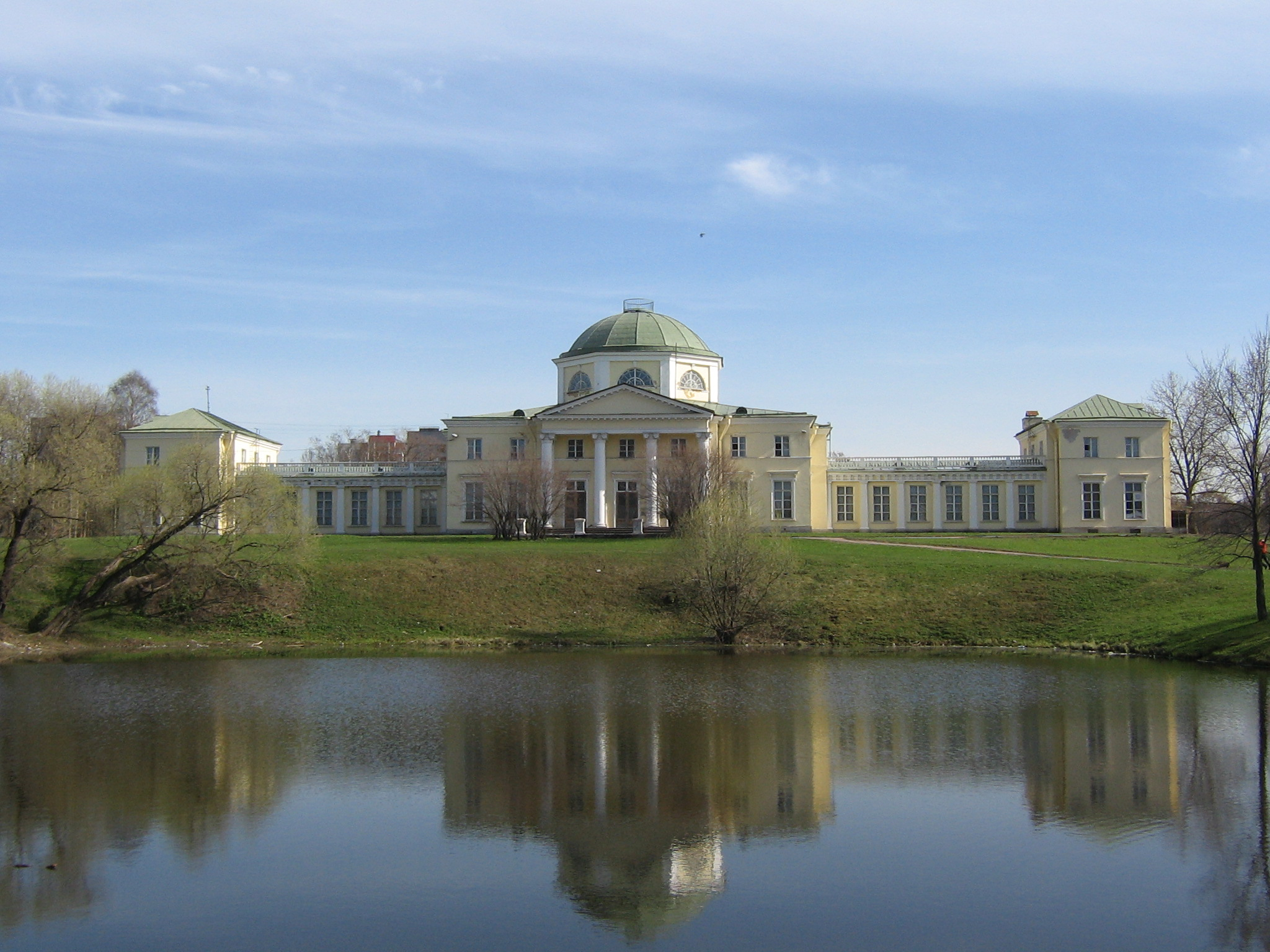
Tschernischow-Datsche an der Straße nach Peterhof
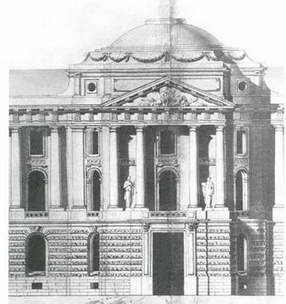
Vallins Plan der Akademie der Schönen Künste (Ausschnitt)
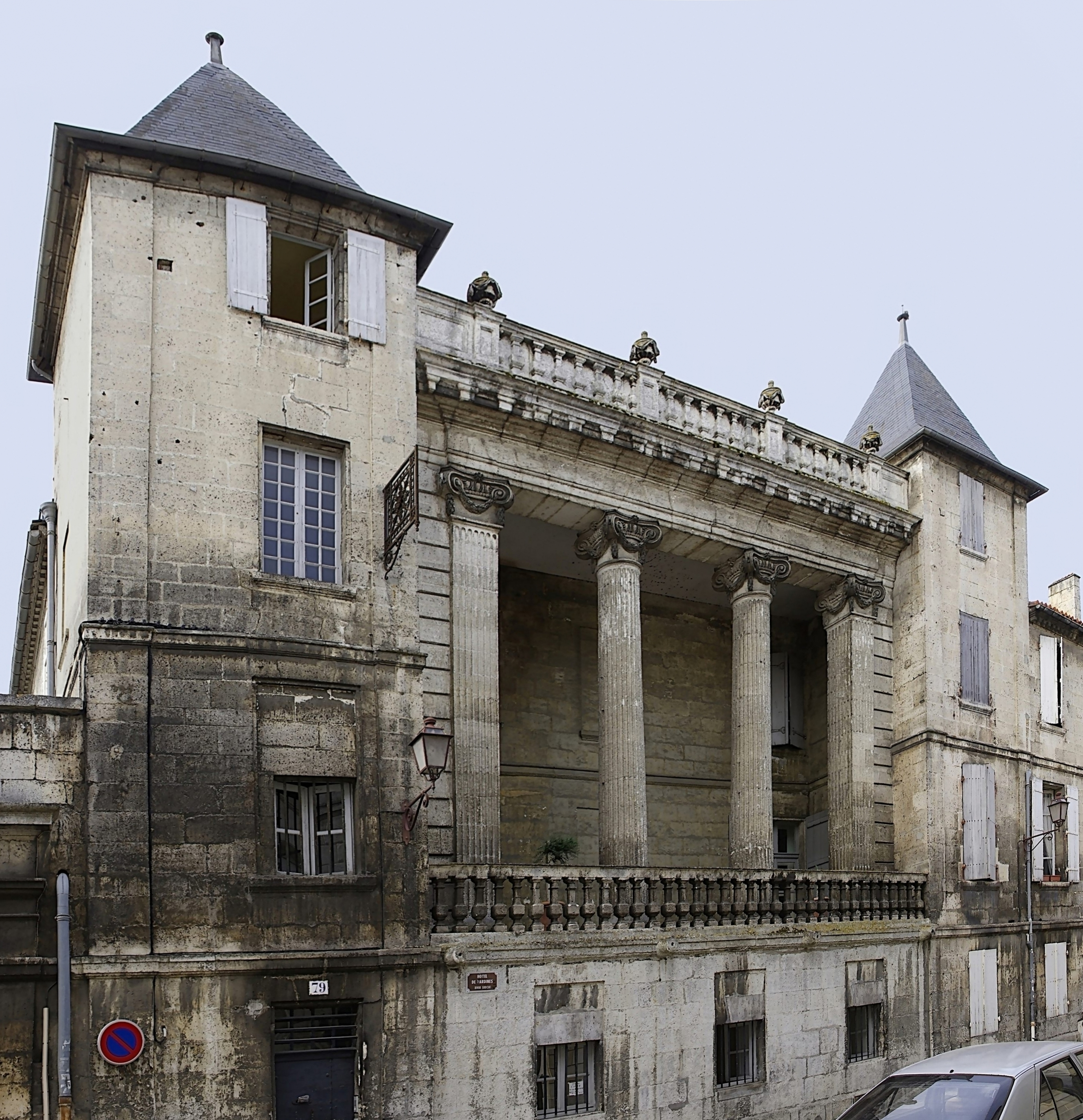
Hôtel particulier de Bardines, Angoulême